# Calluga variotincta
Calluga variotincta là một loài bướm đêm trong họ Geometridae.